# Guild Wars Nightfall
Guild Wars Nightfall – gra komputerowa będąca trzecią kampanią z serii Guild Wars.
Rzecz dzieje się w Elonie. Zalążkiem Zmierzchu (wyznawcy Abaddona nazywali tak nadchodzący okres panowania tegoż boga, więzionego w Krainach Udręki) są poczynania Kormir (dowódczyni Słonecznych Włóczni, po której to stronie gracz będzie walczył) oraz Varesh (dowódczyni wojsk Kourny).
W grze wprowadzono parę nowości oraz dodano dwie nowe profesje:
- Derwisz (ang. Dervish) – Święty wojownik mogący ranić trzech przeciwników jednym machnięciem swojej broni – kosy. Jego charakterystyczną cechą jest możliwość używania umiejętności zwanych awatarami, które znacznie zwiększają jego moc.
- Patron (ang. Paragon) – Obrońca ludu Elony. Walczy włócznią. Jest on klasą typowo dowódczą, zwiększającą moc sojuszników oraz czerpiącą korzyści z ich towarzystwa.